# Castelmarte
Castelmarte (lombardul: Castell Màrt) település Olaszországban, Lombardia régióban, Como megyében. Lakosainak száma 1247 fő (2023. január 1.). Castelmarte Canzo, Caslino d’Erba, Erba, Ponte Lambro és Proserpio községekkel határos.

## Népesség
A település lakossága az elmúlt években az alábbi módon változott:
| Lakosok száma | 1309 | 1288 | 1247 |
|               | 2017 | 2018 | 2023 |